# Kaj Fölster
Åsa Kaj Fölster (geb. Myrdal) (* 27. August 1936 in Schweden) ist eine schwedische Schriftstellerin, Sozialwissenschaftlerin und Politikerin.

## Leben
Kaj Fölster studierte an der University of Delhi, an der Sozialhochschule der Universität Stockholm und an der Universität Göttingen.
Sie besitzt einen Master-Abschluss.
Fölster wurde deutsche Staatsbürgerin, lebte und arbeitete in Deutschland. Sie war unter anderem die erste Frauenbeauftragte von Darmstadt. Als Kommunalpolitikerin war sie für die SPD in Hessen aktiv. Sie saß im Kreistag. Sie bekam den Elisabeth-Kern-Preis in Darmstadt.
Fölster engagierte sich bei der Hilfsorganisation Sida. Sie war auch in leitender Position bei der Deutschen Gesellschaft für Technische Zusammenarbeit (GTZ) aktiv. Im hessischen Arbeits- und Sozialministerium hatte sie im Planungsbereich eine Führungsposition inne. Sie war verantwortlich für Gleichstellungsfragen und soziale Sicherheit.
Kaj Fölster lebt seit der Pensionierung wieder in Schweden und ist weiterhin über die Grenzen hinweg politisch aktiv.
Kaj Fölster erhielt im Jahr 2014 das Bundesverdienstkreuz.

## Werke (Auswahl)
- Sprich, die du noch Lippen hast (1993), ISBN 3-89398-138-1
- Die drei Blätter
- Jenseits der sieben Hügel – deutsche Bilder 1954–1994
- Miss Kaj – eine junge Frau, eine bemerkenswerte Reise (2008)

## Auszeichnungen
- Bundesverdienstkreuz 1. Klasse

## Privates
Kaj Fölster ist die Tochter von Alva Myrdal und Gunnar Myrdal, und die Schwester von Jan Myrdal und Sissela Bok.
Sie ist die Mutter von Stefan Fölster, Niki Fölster und Linnea Fölster.
Kaj Fölster ist die Großmutter von Sofia Fölster und Niclas Fölster.